# Mehrdad Ardeshi
Mehrdad Ardeshi (persan : مهرداد اردشی) est un maître international d'échecs iranien né le 1er janvier 1979 à Téhéran, en Iran. Il est également l'entraîneur de l'équipe nationale d'échecs de la jeunesse iranienne.

## Biographie
Mehrdad Ardeshi s'intéresse aux échecs depuis son adolescence, mais son père lui interdit fortement de le faire pour ne pas nuire à ses études, mais il a continué d'essayer. Après la mort de son père en 1997, il a continué dans ce domaine avec le soutien de sa mère et après le mariage, sa femme est devenue son deuxième partisan dans ce domaine.
Il est également l'oncle du cinéaste iranien Danial Hajibarat.

## Activité professionnelle
Ardeshi est l'entraîneur-chef de l'équipe nationale d'échecs de la jeunesse iranienne, et en 2020, a remporté la troisième place du championnat du monde d'échecs junior organisé en ligne en Géorgie.
Il est président du comité de formation de la Fédération iranienne des échecs, membre de l'équipe nationale iranienne et participant à l'Olympiade mondiale des échecs que c'était la dernière année que Garry Kasparov était présent.
Mehrdad Ardeshi est Champion des Qualifications de l'Asie de l'Ouest, le premier co-vainqueur des compétitions internationales de la décennie Fajr, deux ans de champion de la Premier League iranienne avec les équipes Bahman et des chemins de fer, 4 ans de champion individuel de la Premier League iranienne.